# Лілієнфельд (округ)
Бецирк Лілієнфельд — округ Австрійської федеральної землі Нижня Австрія.
Округ поділено на 14 громад:
Міста
1. Гайнфельд (3862)
2. Лілієнфельд (3 002)

Ярмаркові містечка
1. Гогенберг (1 585)
2. Каумберг (1 005)
3. Санкт-Аегід-ам-Нойвальде (2 211)
4. Санкт-Файт-ан-дер-Гельзен (3 903)
5. Трайзен (3 704)
6. Тюрніц (2 015)

Сільські громади
1. Аннаберг (670)
2. Ешенау (1286)
3. Клайнцелль (861)
4. Міттербах-ам-Ерлауфзее (595)
5. Рамзау (826)
6. Рорбах-ан-дер-Гельзен (1 570)

## Демографія
Населення округу за роками за даними статистичного бюро Австрії

## Виноски
1. ↑  Statistik Austria. Архів оригіналу за 2 травня 2015. Процитовано 27 червня 2013.

| Австрія | Це незавершена стаття з географії Австрії. Ви можете допомогти проєкту, виправивши або дописавши її. |